# Goswin de Stassart
Goswin Joseph Augustin, baron de Stassart, né le 2 septembre 1780 à Malines et mort le 16 octobre 1854 à Bruxelles, est un homme d'État et écrivain belge du XIXe siècle.

## Biographie

### Avant l'indépendance de la Belgique
Goswin de Stassart est né à Malines, fils de Jacques-Joseph-Augustin de Stassart, conseiller au Grand Conseil de Malines et président du conseil de Namur, et de Barbe de Maillen. En 1789, lors de la révolution brabançonne, son père Jacques-Joseph, fidèle à l'empereur d'Autriche Joseph II, fuit Namur et part s'installer en Autriche. Après quelques années d'exil, il revient s'établir à Namur. En 1795, la Belgique devient française et le jeune Goswin est envoyé à Paris pour étudier.
Acquis aux idées de la Révolution française, Goswin de Stassart devient auditeur au Conseil d'État, après ses études de droit, en 1804, à l'instauration du Premier Empire.
Grâce à sa connaissance de l'allemand (enfant, il avait vécu en Autriche), il est de 1805 à 1806 intendant du Tyrol et du Vorarlberg. En 1806, il est chargé de mission d'inspection administrative en Belgique et en Rhénanie, puis successivement intendant d'Elbing et de la Vieille Prusse (1807), intendant de la province de Prusse-Orientale, de la province de Prusse-Occidentale, de la Moyenne Marche et de Berlin (1808).

## Préfet de l'Empire français
En 1809, il revient en France où il devient sous-préfet d'Orange puis préfet de Vaucluse en 1810. En 1811, il figure dans la liste des membres de la goguette marseillaise des Troubadours de Marseille, en qualité de Troubadour associé. En 1811 également, il devient préfet des Bouches-de-la-Meuse à la création de ce département à la suite de l'annexion du Royaume de Hollande et le reste jusqu'en 1813.

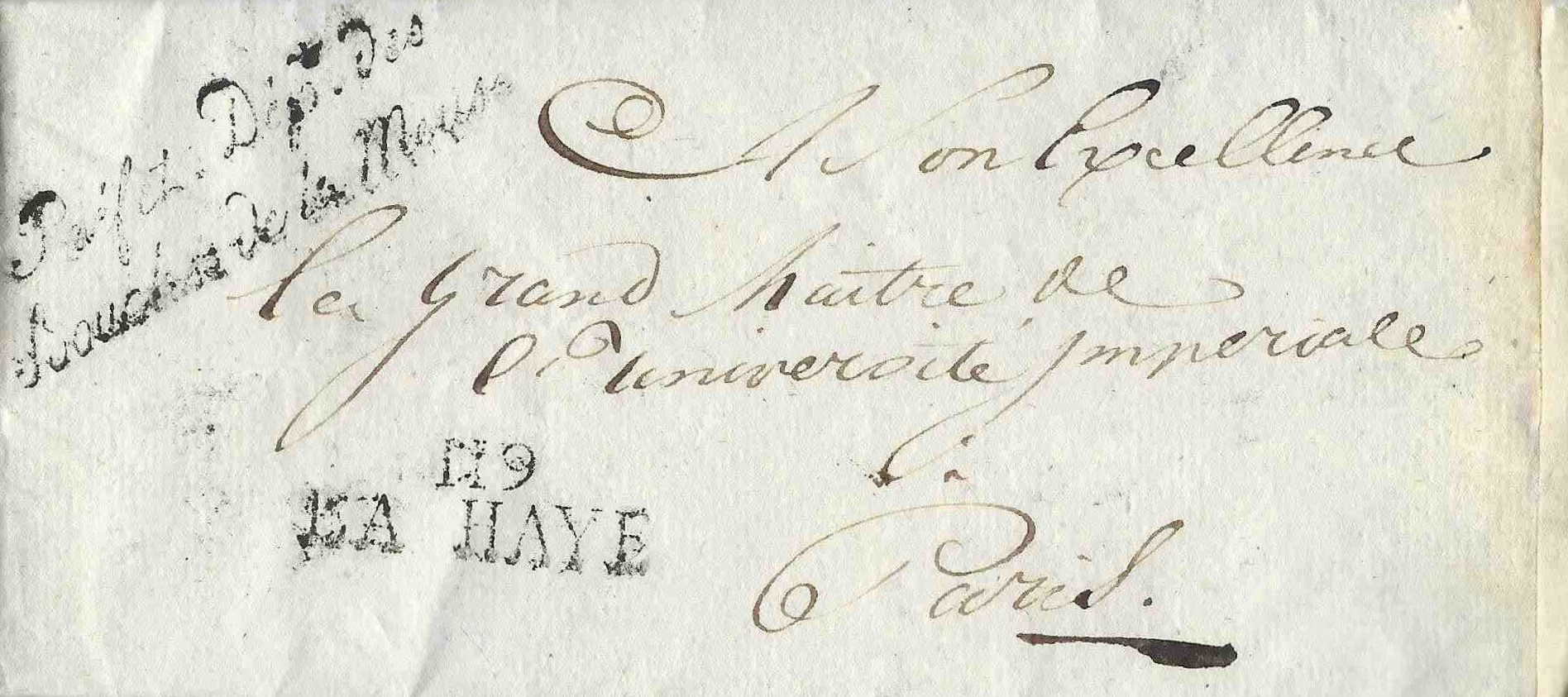
lettre du préfet De Stassart avec son cachet de franchise

Auparavant, il épouse en 1810 Caroline, fille cadette de Charles Antoine Armand Odet du Mas de Payzac. Ils n'auront pas d'enfant.
En 1815, lors de la campagne des Cent-Jours, Napoléon l'envoie porter des ouvertures de paix à l'empereur d'Autriche, où il se fait arrêter.
En 1815, à la suite du Congrès de Vienne, les anciens Pays-Bas autrichiens sont réunis aux anciennes Provinces-Unies pour former le nouveau Royaume uni des Pays-Bas. Goswin de Stassart, dans ce nouveau royaume, devint membre de la seconde Chambre des États généraux de 1821 à 1830, où il siégea dans les rangs de l'opposition.

### Après l'indépendance de la Belgique

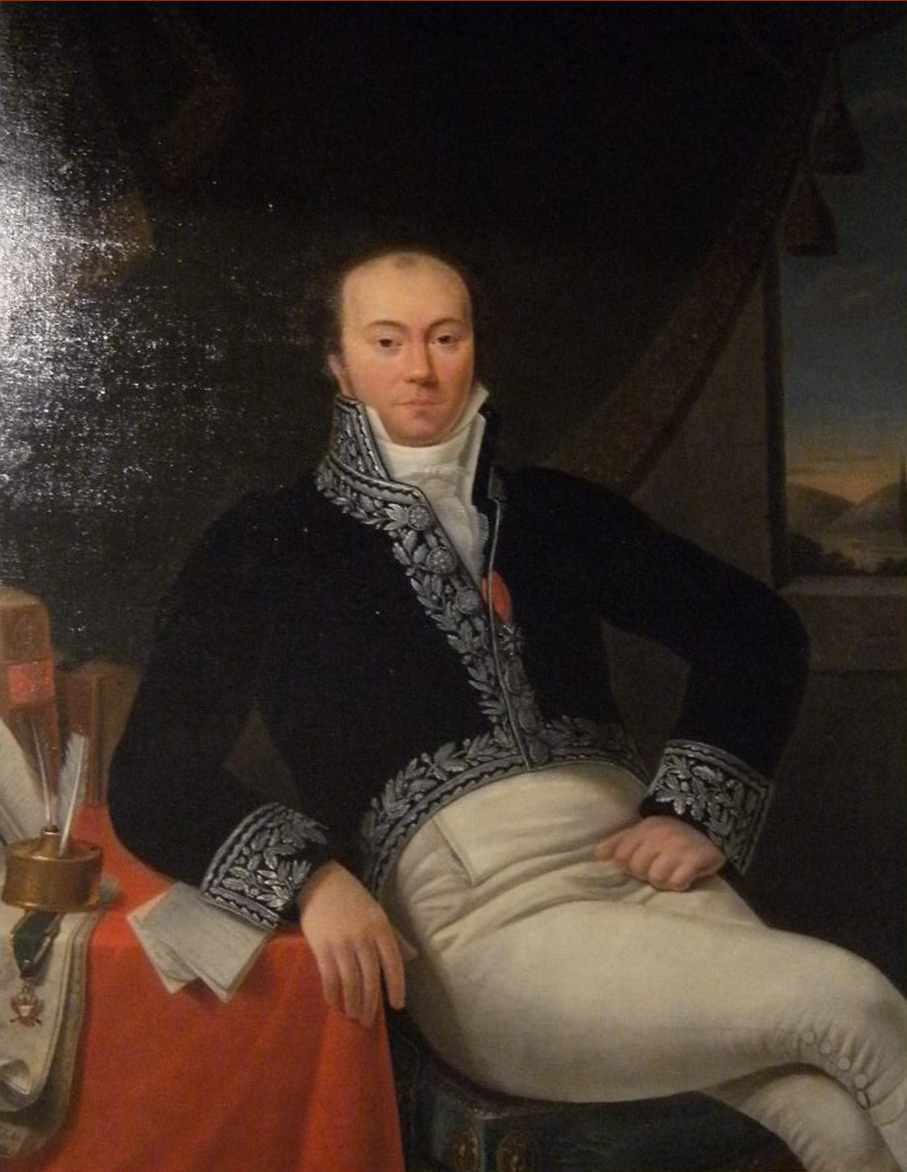
Le préfet Goswin de Stassart, Baron d'Empire. Portrait exposé au Musée d'Orange

En 1830, à la suite de l'indépendance de la Belgique, il est élu au Congrès national et y défend le projet d'une union personnelle entre la France et la Belgique, à travers la personne de Louis-Philippe. Il était également partisan de l'unionisme.
Plus tard, Léopold Ier apprend à apprécier le baron de Stassart, qui devient une des personnalités les plus en vue de Belgique : premier gouverneur de la province de Namur en 1830 puis, en 1834, gouverneur de la province de Brabant jusqu'en 1839.
En 1831 il devient également le premier Président du Sénat.
Franc-maçon et catholique, il est élu à la tête du Grand Orient de Belgique à la fondation de celui-ci en 1833, mais dans l'espoir de voir le roi (franc-maçon lui aussi) accepter une grande maîtrise symbolique, Stassart n'acceptera que le titre de « Premier Grand Surveillant faisant fonction de Grand-Maître ». C'est bien lui qui exerce le premier la fonction de Grand-maître.
En 1837, il doit faire face à la circulaire des évêques de Belgique interdisant la fréquentation des loges maçonniques aux catholiques. Mais il décide de ne pas se soumettre à la décision des évêques et fait le choix de la franc-maçonnerie. Ce choix, il le paie très cher : en 1838, à la suite des attaques du Parti catholique soutenu par le roi, il doit quitter la présidence du Sénat… qu'il réintègre comme sénateur en 1839 grâce au soutien des libéraux.
En 1841, il démissionne de la grande maîtrise pour divergence d'opinions sur le rôle que doit tenir la franc-maçonnerie.[réf. nécessaire]
Il fut également membre du conseil supérieur de l'École centrale du commerce et de l'industrie.
Il resta toute sa vie un libéral dans l'esprit des Lumières.

## L'écrivain
Écrivain, académicien depuis 1833, il deviendra président de l'Académie royale de Belgique à laquelle il léguera sa très riche bibliothèque. Ses œuvres complètes, comprenant des "Idylles", des "Fables", des "Pensées", des écrits à caractère politique et des œuvres d'inspiration maçonnique connurent plusieurs éditions avant d'être rassemblées et publiées à Paris en 1855 à l'initiative de l'Institut de France.
Goswin de Stassart, outre ses activités de haut fonctionnaire, était un poète réputé de son temps, auteur de Fables, il était considéré comme un écrivain de valeur, même si le temps a fait modifier ce jugement.
Il était membre aussi de la Société de littérature de Bruxelles.

## Iconographie
Le graveur Léopold Wiener a exécuté une médaille posthume à l'effigie du baron de Stassart. Un exemplaire en est conservé au musée Carnavalet (ND 0465).
Il est inhumé au Cimetière de Laeken.